# تيدي هيل
تيدي هيل (بالإنجليزية: Teddy Hill)‏ هو قائد فرقة ‏ أمريكي، ولد في 7 ديسمبر 1909 في برمنغهام في الولايات المتحدة، وتوفي في 19 مايو 1978 في كليفلاند في الولايات المتحدة.

## وصلات خارجية
- تيدي هيل على موقع الموسوعة البريطانية (الإنجليزية)
- تيدي هيل على موقع ميوزك برينز (الإنجليزية)
- تيدي هيل على موقع أول ميوزيك (الإنجليزية)
- تيدي هيل على موقع ديسكوغز (الإنجليزية)